# Cloud Master
Cloud Master é um jogo de tiro com rolagem horizontal lançado para Arcade pela Taito em 1988. Versões para videogames caseiros foram lançadas para o Sega Master System, PC Engine e Famicom, sendo que apenas a versão para o Master System foi lançada também fora do Japão. A versão para o Famicom é chamada Chuuka Taisen.

## Jogabilidade
O jogador controla Mike Chen flutuando em uma nuvem, manobrando pelo céu e atirando bolas de energia nos inimigos voadores. Os powerups podem ser obtidos, evoluindo assim seu poder de fogo, em força e velocidade. Algumas partes do estágio do jogo têm portas que dão ao jogador a oportunidade de comprar tipos de bombas especiais com créditos obtidos durante o jogo. Cada apresenta alguns mini-chefes e um chefe final. O jogador reinicia em certos pontos de verificação após perder uma vida.

## Recepção
No Japão, a Game Machine listou Cloud Master em sua edição de 15 de Agosto de 1988 como sendo a décima sexta unidade de arcade mais bem-sucedida naquele ano.

## Legado
Em 2008, o estúdio Starfish SD, fundado por ex-funcionários do estúdio Hot-B, comprou os direitos da Taito e desenvolveu um remake para o Nintendo Wii , que foi lançado com o título de The Monkey King: The Journey Begins, ganhando o apelido de Shin Chuuka Taisen: Michael to Meimei no Bouken no Japão.

## Curiosidades
- O design e o conceito do jogo acredita-se serem inspirados no clássico chinês "Jornada para o Oeste".